# Суец (област)
Суец (на арабски: السويس) е мухафаза в Северен Египет, разположена на брега на Червено море и Суецкия канал. Граничи с Червено море и областите Северен Синай и Южен Синай на изток, Исмаилия на север, област Червено море на юг и Гиза и Кайро на запад. Административен център е град Суец.